# Argo
ARGO spol. s r.o. je nakladatelství, které vzniklo v roce 1991 v Poličce a o rok později zahájilo nakladatelskou a vydavatelskou činnost. V roce 2000 bylo sídlo přeneseno do Prahy. Vydává beletrii, historickou literaturu a odbornou literaturu, a to jak domácí, tak světovou. Za dobu své existence vydalo např. v edici AAA více než 100 špičkových titulů od anglicky píšících autorů, jako jsou Charles Bukowski a Raymond Carver, Cormac McCarthy a Jhumpa Lahiriová. V roce 2002 byla na knižním veletrhu v Lipsku kniha Herberta T. Schwarze Příběhy z parní lázně vydaná nakladatelstvím Argo označena za nejkrásnější knihu světa. Argo je v Česku výhradním vydavatelem knih Dana Browna.

## Vývoj společnosti v čase
| Rok  | Velikost              | Obrat                      |
| ---- | --------------------- | -------------------------- |
| 2001 | 50 – 99 zaměstnanců   | 30 000 000 – 59 999 999 Kč |
| 2002 | 50 – 99 zaměstnanců   | 30 000 000 – 59 999 999 Kč |
| 2003 | 50 – 99 zaměstnanců   | 30 000 000 – 59 999 999 Kč |
| 2004 | 50 – 99 zaměstnanců   | Nezveřejněno               |
| 2005 | 50 – 99 zaměstnanců   | Nezveřejněno               |
| 2006 | 50 – 99 zaměstnanců   | Nezveřejněno               |
| 2007 | 50 – 99 zaměstnanců   | 30 000 000 – 59 999 999 Kč |
| 2008 | 50 – 99 zaměstnanců   | 60 000 000 – 99 999 999 Kč |
| 2009 | 100 – 199 zaměstnanců | 60 000 000 – 99 999 999 Kč |
| 2010 | 100 – 199 zaměstnanců | 60 000 000 – 99 999 999 Kč |
| 2011 | 100 – 199 zaměstnanců | 60 000 000 – 99 999 999 Kč |

## Edice

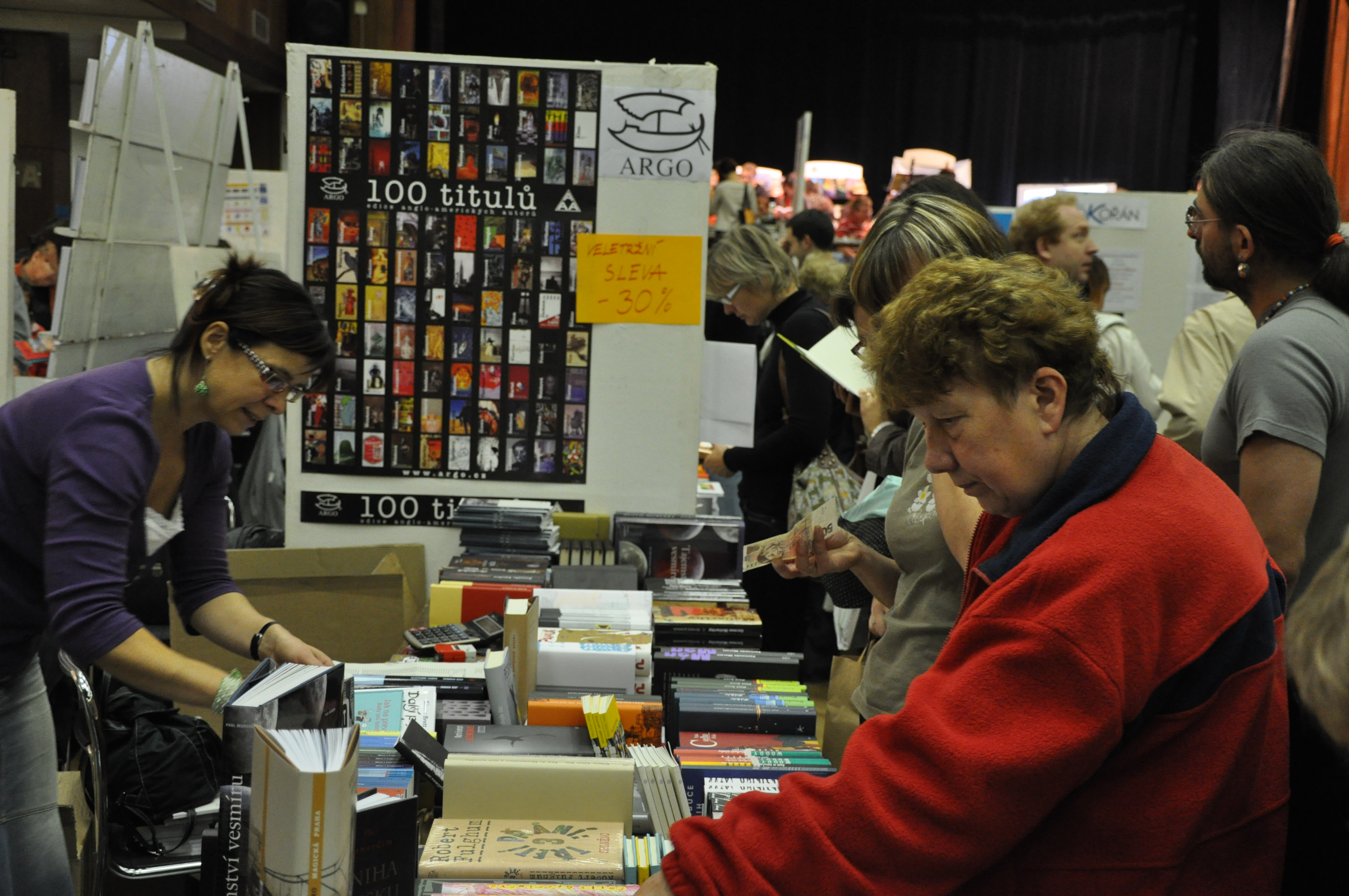
Stánek Arga na knižním veletrhu v Havlíčkově Brodě 2009.

Mezi edice, které vydává, patří například:
- AAA (edice anglo-amerických autorů), v které vyšly mimo jiné knihy Margaret Atwoodové, Johna Irvinga, Kena Keseyho, Chaima Potoka, Toma Robbinse, Kurta Vonneguta, jr. nebo Jeanette Wintersonové – do roku 2010 tuto edici řídila Eva Slámová;
- Kořeny (edice moderních klasiků), kde vyšly knihy takových autorů jako Samuel Beckett, Mircea Eliade, Gertrude Steinová nebo Nathanael West;
- SSP (edice současné světové prózy), v níž lze najít kupříkladu Arnona Grunberga, Petera Hoega, Antoniho Morella, Nikolaje Frobenia nebo Antonia Tabucchiho.

Ke kmenovým autorům nakladatelství patří Miloš Urban, Tereza Brdečková a Emil Hakl.